# Mezei sármány
A mezei sármány (Emberiza cioides) a madarak osztályának verébalakúak (Passeriformes) rendjébe és a sármányfélék (Emberizidae) családjába tartozó faj.

## Rendszerezése
A fajt Johann Friedrich von Brandt német zoológus írta le 1843-ban.

## Alfajai
- Emberiza cioides castaneiceps F. Moore, 1856
- Emberiza cioides cioides von J. F. Brandt, 1843
- Emberiza cioides ciopsis Bonaparte, 1850
- Emberiza cioides tarbagataica Sushkin, 1925
- Emberiza cioides weigoldi A. Jacobi, 1923[2]

## Előfordulása
Dél-Korea, Észak-Korea,  Japán,  Hongkong, Kazahsztán, Kína, Kirgizisztán, Mongólia és Oroszország területén honos. Természetes élőhelyei a mérsékelt övi erdők, füves puszták és cserjések. Állandó, nem vonuló faj.

## Megjelenése
Testhossza 17 centiméter, testtömege 17–26 gramm.
|  |  |

## Életmódja
Fű- és a gyommagvakkal táplálkozik, de nyáron gerincteleneket is fogyaszt.

## Szaporodása
A tojó egyedül készíti csésze alakú fészkét, melybe kettő, ritkán három tojást rak.
|  |

## Természetvédelmi helyzete
Az elterjedési területe rendkívül nagy, egyedszáma pedig stabil. A Természetvédelmi Világszövetség Vörös listáján nem fenyegetett fajként szerepel.